# 奥手稲山

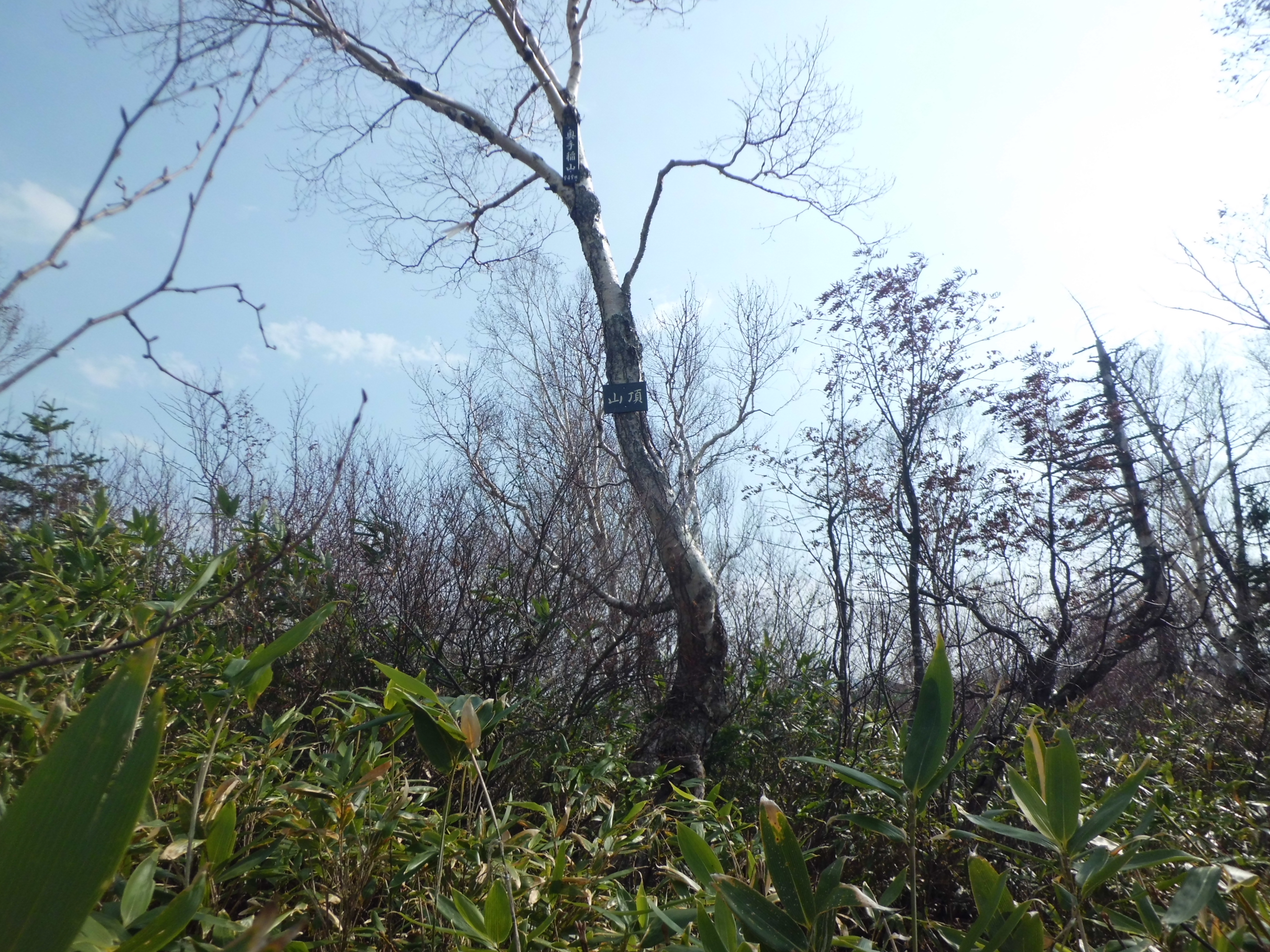
奥手稲山山頂

奥手稲山（おくていねやま）は北海道札幌市の手稲区と南区の境界にある山。
標高948.9メートル。名前の由来は手稲山の奥に所在することから。スキーの山として知られる。
1930年（昭和5年）、山頂から南に2キロメートルほどの場所に、日本国有鉄道経営の山の家が建てられた。経営は後に、北海道大学のワンダーフォーゲル部が引き継いでいる。
夏季でも林道を利用することで登ることができるが、以下のような注意点がある。
- 林道入り口は採石場になっており、大型車両が行きかう業務中に侵入するのは非常に危険である。休業日の日曜日以外に立ち入るべきではない[4]。
- あくまで林道であって登山コースではないので、案内標識の類はない[4]。
- 林道は山頂に達しておらず、その下を通過している。よって無雪期には登頂できない。残雪期であれば、雪を足がかりにして山頂まで到達できる[5]。